# Route nationale 784
Pour les articles homonymes, voir Route 784.
La route nationale 784 ou RN 784 était une route nationale française reliant Quimper à la pointe du Raz. À la suite de la réforme de 1972, elle a été déclassée en RD 784.
La portion à la sortie de Quimper appartient à la rocade ouest.
En 1996, le site de la Pointe du Raz a été réaménagée en déplaçant le parking à 800 mètres du Sémaphore. Depuis, les 800 mètres de la D784 entre le nouveau parking et le sémaphore est interdite à la circulation, sauf les employés du sémaphore. De plus, un péage est installé à l'entrée du site (payant seulement en saison).

## Ancien tracé de Quimper à la pointe du Raz (D 784)
- Quimper
- Kerandoaré, commune de Plogastel-Saint-Germain
- Landudec
- Plozévet
- Plouhinec
- pont sur le Goyen : Libération (entrée dans Audierne)
- Audierne
- Esquibien, commune d'Audierne
- Primelin
- Plogoff
- Lescoff, commune de Plogoff
- Pointe du Raz ( (en saison seulement))